# Anagallis crassifolia
Anagallis crassifolia är en viveväxtart som beskrevs av Jean Thore. Anagallis crassifolia ingår i släktet Anagallis och familjen viveväxter. Inga underarter finns listade i Catalogue of Life.